# Chakarlapalli, Srinivaspur
Chakarlapalli là một làng thuộc tehsil Srinivaspur, huyện Kolar, bang Karnataka, Ấn Độ.